# 河村茂雄
河村 茂雄（かわむら しげお、1959年12月15日）は、日本の心理学者。初等教育学専攻。学級崩壊・教師のリーダーシップ・教師特有のビリーフ・学級経営などに対して実証的な知見を多数提供している。早稲田大学教育学部教授。

## 人物
筑波大学大学院修了。博士（心理学）。
15年間公立学校教諭および教育相談員を経験し、岩手大学助教授、都留文科大学教授を経て現職。日本カウンセリング学会常任理事、日本教育カウンセラー協会岩手県支部支部長。日本カウンセリング学会認定カウンセラー、学校心理士、臨床心理士。 
論理療法、構成的グループエンカウンター、ソーシャル・スキル・トレーニング、教師のリーダーシップ、Q-Uを用いた学級集団アセスメントなど学級経営について研究を続ける。「教育実践に生かせる研究、研究成果に基づく知見の発信」がモットー。

## 著書

### 単著
- 『崩壊しない学級経営をめざして－教師・学級集団のタイプでみる学級経営－』学事出版、1998
- 『たのしい学校生活を送るためのアンケート「Q-U」実施・解釈ハンドブック（小学校編）』図書文化、1998
- 『たのしい学校生活を送るためのアンケート「Q-U」実施・解釈ハンドブック（中学校編）』図書文化、1999
- 『学級崩壊に学ぶ－崩壊のメカニズムを絶つ教師の知識と技術－』誠信書房、1999
- 『エンカウンターで学級が変わるパート3』（共編）図書文化 、1999
- 『教師特有のビリーフが児童に与える影響』風間書房、2000
- 『学級崩壊－予防・回復マニュアル－』図書文化、2000
- 『心のライフライン』誠信書房、2000
- 『グループ体験による学級育成プログラム－小学校編－』図書文化、2001
- 『グループ体験による学級育成プログラム－中学校編－』図書文化、2001
- 『ワークシートによる教室復帰エクササイズ』　図書文化、2002
- 『教師のためのソーシャル・スキル』誠信書房、2002
- 『教師力－教師として今を生きるヒント－（上巻／下巻）』　誠信書房、2003
- 『人間関係づくりスタートブック』教育開発研究所、2003
- 『心のライフライン2　フリーター世代の自分探し』誠信書房、2005
- 『若い教師の悩みに答える本』学陽書房、2005
- 『ここがポイント学級担任の特別支援教育』図書文化、2005
- 『心のライフライン3 変化に直面した教師たち』誠信書房、2006
- 『学級づくりのためのQ-U入門』図書文化、2006
- 『学級経営に生かすカウンセリングワークブック』金子書房、2006
- 『Q-Uによる特別支援教育を充実させる学級経営』図書文化、2006

### 共著
- 國分康孝・河村茂雄『学級の育て方・生かし方』金子書房、1996
- 岡田弘（編）『エンカウンターで学級が変わる－グループ体験を生かした楽しい学級づくり－』（分担執筆、「シェアリングの仕方」「教師同士の活用方法」など）図書文化、1996
- 北尾倫彦（編）『生きる力を支える学習意欲の育て方A～Z』（分担執筆、「意欲を育む個別指導と教育相談」）図書文化、1997.
- 國分康孝（編）『子どもの心を育てるカウンセリング』（分担執筆、「カウンセリングを活かした教科授業」）学事出版、1997
- 國分康孝（監）　『スクール・カウンセリング事典』（分担執筆、「学級になじめない子」「教師文化の問題点」「学級崩壊の予防策」その他）東京書籍、1997
- 國分康孝（監）『エンカウンターで学級がかわるパート2』（分担執筆、「こころを動かす教師の一言」「エンカウンターで特別活動」その他）　図書文化、1997.
- 國分康孝（編）『児童生徒理解と教師の自己理解』（分担執筆、「教育力のある学級集団とは」「ビリーフ」「教師特有のストレス」）図書文化、1998
- 國分康孝（編）『授業に生かす育てるカウンセリング』（分担執筆、「おちこぼしとふきこぼし－学力に差のある集団での授業－」）図書文化、1998
- 北尾倫彦（編）『自ら学び自ら考える力を育てる授業の実際』（分担執筆、「学級における人間関係づくりと規律の確立」）図書文化社、1999
- 國分康孝（編）『論理療法の理論と実際』（分担執筆、「学級担任のビリーフ」）誠信書房、1999
- 國分康孝（編）『学校カウンセリング』（分担執筆、「カウンセリングを生かした学級経営」）日本評論社、1999
- 内山喜久雄・山口正二（編）『実践生徒指導・教育相談』（分担執筆、「社会スキル不全」）ナカニシヤ出版、1999
- 新井邦二郎（編）『図でわかる学習と発達の心理学』（分担執筆、「教師論」）福村出版、2000
- 國分康孝（編）『続・構成的グループエンカウンター』（分担執筆、「構成的グループエンカウンターを生かしたソーシャルスキル訓練」）誠信書房、2000
- 堀野緑・濱口佳和・宮下一博（編）『子どものパーソナリティと社会性の発達』（分担執筆、「教師－児童・生徒関係」）北大路書房、2000
- 諸富祥彦（編著）『教師がつらくなった時に読む本』（分担執筆、「教師として自分を問い直すために」）学陽書房、2000
- 國分康孝（監）『エンカウンターで総合が変わる（中学校編）』（分担執筆、「学級集団の育て方　」）図書文化、2000
- （共編著）『エンカウンターで総合が変わる（小学校編）』図書文化、2000
- （編著）『学級経営コンサルテーション・ガイド』図書文化、2000
- 杉原一昭・次良丸睦子・藤生英行（編著）『生涯発達臨床心理学』（分担執筆、「学校病理」）福村出版、2001
- 小山望・河村茂雄『人間関係に活かすカウンセリング』（共編著）福村出版、2001
- 松原達哉（編）教師のためのカウンセリング技術（分担執筆、河村茂雄・小野寺正己「中学校教師のための予防的・開発的グループカウンセリング技術」）教育開発研究所、2001
- 國分康孝（監）エンカウンターで学校を創る（分担執筆、河村茂雄・小野寺正己　2001「学級の実態把握と結果の処理分析ガイド」）図書文化、2001
- 堀洋道（監修）『心理測定尺度集Ⅲ』（分担執筆、河村茂雄・小野寺正己「学校・教育・学習」）サイエンス社、2001
- 國分康孝（監）『現代カウンセリング事典』（分担執筆、「カウンセリングと学級経営」）金子書房、2001
- 高野清純・田上不二夫（編著）『スクール・カウンセリングの進め方』（分担執筆、「援助の進め方の実際」）福村出版、2002
- 武藤隆・澤本和子・寺崎千秋（編著）『21世紀を生き抜く学級担任3・子どもを見る目を鍛える』（分担執筆、「学級崩壊をどう克服するか」）ぎょうせい、2002
- 河村茂雄・大友秀人・藤村一夫『学級クライシス』図書文化、2003
- 河村茂雄・藤村一夫・粕谷貴志・武蔵由佳『Q-Uによる学級経営スーパーバイズ・ガイド（小学校編）』図書文化、2004
- 河村茂雄・小野寺正己・粕谷貴志・武蔵由佳『Q-Uによる学級経営スーパーバイズ・ガイド（中学校編）』図書文化、2004
- 河村茂雄・苅間澤勇人・粕谷貴志・武蔵由佳『Q-Uによる学級経営スーパーバイズ・ガイド（高等学校編）』図書文化、2004
- 河村茂雄・藤村一夫『授業スキル（小学校編）』図書文化、2004
- 河村茂雄・粕谷貴志『授業スキル（中学校編）』図書文化、2004
- 河村茂雄・上條晴夫『学級タイプ別繰り返し学習のアイデア（小学校編）』図書文化、2006
- 河村茂雄・上條晴夫『学級タイプ別繰り返し学習のアイデア（中学校編）』　図書文化、2006
- 河村茂雄・品田笑子・藤村一夫『学級ソーシャル・スキルCSS（低学年／中学年／高学年）』図書文化、2007
- 河村茂雄・品田笑子・小野寺正己『学級ソーシャル・スキルCSS（中学校）』図書文化、2007
- 河村茂雄・高畠正之『特別支援教育を進める学校システム』図書文化 、2007
- 河村茂雄・粕谷貴志・鹿嶋真弓・小野寺正己『Q-U式 学級づくり（中学校）』図書文化、2008
- 河村茂雄・藤村一夫・浅川早苗『Q-U式 学級づくり（小学校低学年）』図書文化、2008
- 河村茂雄・他『Q-U式学級づくり（小学校中学年／高学年）』　図書文化、2009
- 河村茂雄・他「学級ソーシャルスキル」［CD-ROM］（小学校低学年／中学年／高学年／中学校）図書文化、2009
- 河村茂雄（編著）『災害時にこそ問われる学級経営力 ― 岩手・三陸編』（早稲田大学ブックレット＜「震災後」に考える＞）早稲田大学出版部、2011年　ISBN 978-4-657-11301-6

### 監修
- （品田笑子執筆）『やくそくノート（小学校3年生～6年生）』図書文化、2009
- （品田笑子執筆）『やくそくノート（教師用）』　図書文化、2009